# 力拓集團
力拓集團（英語：Rio Tinto Group，ASX：RIO, LSE：RIO，：RIO）是一家跨國礦產及資源集團，這公司同时还兼营煤、鐵、銅、黃金、鑽石、铝和能源等业务。

## 历史
成立於1873年，2006年该集团稅前營利大約為102億美元，生意額則達254億美元。
2007年初计划收購加拿大鋁業公司，作價381億美元，相當於每股101美元，加拿大鋁業公司的董事局基本上同意，但仍需股東及監管機構的同意。2007年8月27日，美國反壟斷當局同意他們收購加拿大鋁業（Alcan）。新公司的總部將設立於蒙特利爾，力拓集團行政總裁伊凡斯（Dick Evans）将作为新部門－「力拓－加鋁」的领导。至此，该公司成為世界最大的鋁業公司。
2011年4月20日力拓以40億美元成功控股澳大利亞焦煤企業Riversdale Mining Ltd.（下稱RML）
2020年，力拓总体销售收入的一半以上来自中国。

## 力拓集团在中国
2009年2月1日，力拓集团宣布获得来自中国国企中国铝业的注资，后者为力拓集团的单一最大股东。在预计金额为195亿美元的交易后，中国铝业在力拓集团的股份比例将上升到18.5%，并将拥有后者多个优质资产的所有权。该交易并未受到多数力拓股东的支持，他们认为力拓融资应优先考虑原有股东的权益。在野党也质疑该交易将会损害澳大利亚国家安全。
2009年6月5日，在财务状况改善之后，力拓集团撤销了与中国铝业在2月12日达成的战略合作交易协议，即中国铝业对其的195亿美元注资，转而寻求与必和必拓成立一家合资企业。澳大利亚财长称力拓撤销与中铝协议是企业做出的商业决定，非政治行为。该事件在中国激起了广泛的民族主义情绪，中国媒体指责力拓集团背信弃义。
2009年7月9日，力拓集团驻上海办事处的首席代表胡士泰（被捕时为澳大利亚公民）及其他三名员工因涉嫌在进出口铁矿石贸易谈判期间，通过拉拢、收买中国内部人员为境外刺探和窃取中国国家机密，被上海国家安全局刑事拘留。外交部发言人秦刚称该事件是一个司法个案，不宜将其无限扩大，甚至政治化而影响中澳两国的正常贸易。2010年3月29日，胡士泰被上海市第一中级人民法院以收取贿赂的罪名判处10年有期徒刑，其他三名涉案员工分别被判处7至14年有期徒刑。判决作出后，力拓公司宣布将该四名员工开除。

## 其他
- 淡水河谷
- 必和必拓